# Романс-д’Изонцо
Романс-д’Изонцо (итал. Romans d'Isonzo) — коммуна в Италии, располагается в регионе Фриули-Венеция-Джулия, в провинции Гориция.
Население составляет 3735 человек (2008 г.), плотность населения составляет 239 чел./км². Занимает площадь 15 км². Почтовый индекс — 34076. Телефонный код — 0481.
В коммуне 25 марта особо празднуется Благовещение Пресвятой Богородицы.

## Демография
Динамика населения:

## Администрация коммуны
- Официальный сайт: http://www.comune.romans.go.it/